# Grebenski otok (Bahrein)
Grebenski otok (ar. جزيرة الريف) je umjetni otok u Bahreinu. Nalazi se 2 km sjeverno od središta Maname, na otoku Bahreinu.

## Povijest
Godine 2000. skupina pod nazivom Lulu Island Development predložila je plan za razvoj stambenog projekta u Bahreinu. u kolovozu 2004. godine započela je gradnja na otoku. Investitori su bili Lulu Tourism Company (podružnica Mouawad Group) i Vlada Bahreina, svaka po 50%. Trošak projekta: 1,5 milijardi dolara

## Opis
Dizajniran od strane Spowers and Pentago, stambeni projekt obuhvaća hotelsko odmaralište s pet zvjezdica, apartmane uz obalu, jahtaški klub, butik na malo, vile, spa hotel, apartmane u laguni, stambeni toranj na trideset katova, marinu na malo, kazalište/izložbene dvorane i marinu.
Sve zgrade izgrađene su u uređenom vrtu jedinstvenom za Bahrein. Omogućen je pristup jahtama duljine do 110 metara, a brojne plaže unapređuju opušteni stil života svojstven ovom otoku.

## Demografija
Postoji nekoliko stambenih projekata na otoku, a glavni je Le-Reef. Drugi veliki su Marina reef i Venice reef.

## Uprava
Otok pripada Glavnom gradu.

## Promet
Postoji nasip koji povezuje otok s Manamom na otoku Bahreinu.

## Vanjske poveznice
|  | Zajednički poslužitelj ima još gradiva o temi Grebenski otok (Bahrein) |